# J. R. Bray Studios
J. R. Bray Studios war eine US-amerikanische Filmproduktionsgesellschaft, die in den Jahren vor dem Ersten Weltkrieg den Markt für Zeichentrickfilme beherrschte. 

## Geschichte
Die Firma wurde im Dezember 1914 von John Randolph Bray gegründet; Bray war somit einer der ersten Studioleiter, die sich ausschließlich der Herstellung von Trickfilmen widmeten. (Raoul Barré, der für Thomas Alva Edison Trickfilme herstellte, hatte in seinem Studio etwa zeitgleich die Produktion aufgenommen.) Brays erste Filmreihe waren die von ihm selbst geschriebenen, gezeichneten und inszenierten Colonel Heeza Liar-Filme, doch von Anfang an verstand er es, eine Reihe sehr talentierter Zeichner, Regisseure und Autoren an sich zu binden, etwa Earl Hurd und Paul Terry.
Hurd wurde nach seiner bahnbrechenden Patentierung des Cel-Folienverfahrens, das das immer erneute Herstellen eines kompletten Szenenhintergrundes überflüssig machte, Brays Geschäftspartner. Hurds Serie war Bobby Bumps, Terry war verantwortlich für Farmer Al Falfa. Weitere Mitarbeiter waren: Wallace A. Carlson, Roland Crandall, Thomas A. Dorgan, Dave Fleischer, Max Fleischer, Clyde Geronimi, David Hand, George Herriman, Gregory La Cava, Walter Lantz, Ashley Miller, Frank Moser, Joe Rock, Pat Sullivan und Vernon Stallings.
1919 musste das konkurrierende Unternehmen International Film Service aufgeben, und sein Besitzer William Randolph Hearst beauftragte Bray, die Serien des IFS weiterzuführen und dafür die Mitarbeiter des aufgelösten Unternehmens zu übernehmen, etwa Gregory La Cava. Um die geforderte Menge an Trickfilmen liefern zu können, entwickelte Bray ein arbeitsteiliges System: Vier Arbeitsgruppen arbeiteten simultan an vier verschiedenen Cartoons. Da die Gesamtherstellungsdauer eines Trickfilms einen Monat betrug, konnte die Firma so einen Film pro Woche herstellen. Vertrieben wurden Brays Produktionen erst von Pathé, dann ab 1916 von Paramount Pictures und seit 1919 von Goldwyn Pictures. Seit der Auftragszunahme durch den Zusammenbruch der IFS wurden sogar zehn Trickserien zugleich produziert. 
Bray war permanent bestrebt, sein Unternehmen zu vergrößern, um möglichst alle Arten von Trickfilmen liefern zu können, nicht nur lustige Unterhaltung. So finanzierte er das halb-unabhängige Studio von C. Allen Gilbert, das die künstlerisch anspruchsvollen Silhouette Fantasies nach klassischen Themen herstellte. Im Ersten Weltkrieg produzierte Bray Trainings- und Erziehungs-Trickfilme für die U.S. Army, die so erfolgreich waren, dass J. R. Bray Studios sich vor Folgeaufträgen der Regierung und großer Firmen kaum retten konnte. Außenstellen des Unternehmens in Chicago und Detroit stellten ausschließlich Filme für die Autoindustrie her. 
Bray verstand es jedoch nicht, die wachsenden Investitionen so zu begrenzen, dass die Firma einen stabilen Gewinn machen konnte. Im Januar 1920 nutzte Samuel Goldwyn die finanzielle Lage der Firma aus und erwarb die Aktienmehrheit an J. R. Bray Studios. Das Unternehmen wurde straff reorganisiert, die Produktion auf nur mehr zwei Cartoons pro Woche zurückgefahren. Die Folge war der Weggang einer Menge talentierter Mitarbeiter, so dass die Qualität der Filme rasch entscheidend nachließ. 
J. R. Bray vernachlässigte derweil die Trickfilmproduktion und verfolgte verbissen das unrealistische Ziel, Hal Roachs Vormachtstellung auf dem Gebiet der Slapstick-Kurzfilme zu brechen. Als das fehlschlug, schloss Bray 1927 die Unterhaltungssparte seines Unternehmens. Die Firma stellte noch bis 1963 Trainings-Filme für Regierungsstellen und die Industrie her.

## Serien
- 1913–1917, 1922–1924: Colonel Heeza Liar
- 1914–1916, 1918: The Police Dog
- 1916: The Trick Kids
- 1916: Plastiques
- 1916–1922: Bobby Bumps
- 1916–1917: Farmer Al Falfa
- 1916: Silhouette Fantasies
- 1916–1917: Miss Nanny Goat
- 1916, 1918–1919: Out of the Inkwell
- 1917: Quacky Doodles
- 1917: Picto Puzzles
- 1917: Otto Luck
- 1917–1919: Goodrich Dirt
- 1919: Hardrock Dome
- 1919–1920: Us Fellers
- 1919–1920: Jerry on the Job
- 1920: Lampoons
- 1920: Ginger Snaps
- 1920: Shenanigan Kids
- 1920–1921: Krazy Kat
- 1920–1921: Bud and Suzy
- 1920–1921: Happy Hooligan
- 1920–1921: Judge Rummy
- 1922–1923: Technical Romances
- 1922–1923: Ink Ravings
- 1924–1926: Dinky Doodle
- 1925–1927: Un-Natural History
- 1926–1927: Hot Dog Cartoons
- 1926–1928: The McDougall Alley Kids